# Regimental Badges (Trekkopje)
Die Regimental Badges bei Trekkopje in Namibia sind seit dem 17. Februar 1978  ein Nationaldenkmal Namibias. Es handelt sich um mehrere übergroße Regimentsabzeichen, die während des Ersten Weltkrieges durch die Südafrikanische Armee mittels entsprechend dem Vorbild auf dem Erdboden verlegter Steine geschaffen wurden.

## Entstehung und Lage
Die Abzeichen wurden zwischen April und Juni 1915  in der Schlussphase der Kämpfe im damaligen Deutsch-Südwestafrika durch Truppen der Südafrikanischen Armee aus Stein angelegt. Trekkopje selbst liegt unweit von Swakopmund in der Region Erongo. Einige Bataillone südafrikanischer Infanterie sicherten damals hier die Bahnverbindung zwischen Swakopmund und Usakos gegen die mögliche Angriffe der Deutschen Schutztruppe für Südwestafrika.
Es handelt sich um einige Regimentswappen bzw. militärische Symbole, die zwischen Swakopmund und Trekkopje zu finden sind. Das größte Abzeichen misst etwa 30 × 12 Meter und zeigt ein gekröntes Jagdhorn sowie die Abkürzung „2 DLI“ (2. Bataillon, Durban Light Infantry). Ein anderes zeigt eine Distel mit einem Schriftband, dass die gälische Inschrift „ALBA NAM BUADH“ („Gut gemacht, Schottland“, Motto des Transvaal Scottish Regiment) trägt. Heute kann man das größte Abzeichen von einer Aussichtsplattform betrachten.